# Государственная коллекция уникальных музыкальных инструментов
Государственная коллекция уникальных музыкальных инструментов — коллекция музыкальных инструментов в Москве.
Государственная коллекция уникальных музыкальных инструментов Российской Федерации создана в 1919 году. В 2010 собрание передано Всероссийскому музейному объединению музыкальной культуры имени М. И. Глинки.

## История
С конца XIX века по начало XX века были собраны некоторые частные коллекции музыкальных инструментов. Позже они были объединены в одну.
Наибольшую коллекцию собрал Константин Владимирович Третьяков.
Константин Третьяков — меценат, занимавшийся благотворительностью. Отдал бедным музыкантам более тридцати инструментов, сделанных Страдивари.
28 февраля 1878 года — дата создания государственной коллекции уникальных музыкальных инструментов. В этот день, благодаря Третьякову, в неё были переданы инструменты, сделанные Страдивари, Гварнери, Амати, Вильомом.
По желанию Третьякова на этих инструментах должны были играть самые талантливые. Чаще всего это были Любошиц и Печников.
В 1918 году Виктор Львович Кубацкий решил создать Государственной коллекцию старинных музыкальных инструментов. Об этом он посоветовался с Е. К. Малиновской, директором Большего театра.
18 августа 1918 года в Совнарком подано заявление «О создании фонда уникальных инструментов». В ноябре 1919 года А. В. Луначарский его подписал. Название: «Комитет охраны Государственной музыкально-инструментальной коллекции». Хранитель коллекции — Евгений Францевич Витачек. 19 ноября 1919 года коллекция была создана.
Затем коллекция Третьякова перешла в Комитет охраны Государственной музыкально-инструментальной коллекции.
С 1919 года по 1924 год собрано 111 инструментов.
Витачек активно участвовал в коллекционировании. При нём создана в 1932 году мастерская смычковых инструментов при Московской консерватории. В 1936 году — мастерская смычковых инструментов при «Всекомпромсовете» (Всесоюзный совет промысловой кооперации).
В годы войны коллекция была эвакуирована на Урал.
В 1980 году проходила выставка инструментов в России и за рубежом.